# Musée des Commerces d'autrefois
Le Musée des Commerces d'autrefois est situé dans le cœur historique de Rochefort, ville bénéficiant du label prestigieux de "villes et pays d'art et d'histoire", au patrimoine urbain d'une exceptionnelle richesse historique, architecturale et culturelle.
Rochefort, qui est également une station thermale, est une cité touristique riche de près d'une dizaine de musées, située à 30 kilomètres au sud de La Rochelle, ville avec laquelle elle partage de plus en plus ses atouts historiques et culturels.

## Présentation
Le Musée des Commerces d'autrefois est un musée privé, spécialisé dans l'exposition et la reconstitution d'une vingtaine de boutiques et d'ateliers du début du XXe siècle et qui a la particularité d'offrir aux visiteurs la plus riche collection française d'objets publicitaires.
C'est l'un des musées les plus fréquentés de la ville avec environ 26 000 visiteurs chaque année dont un grand nombre sont des touristes lors de la saison estivale.
Largement reconnu comme l'un des musées les plus attractifs du département, il est mentionné dans nombre de guides touristiques aussi bien que dans les sites de l'Office de Tourisme Rochefort Ocean, de la Charente-Maritime et de Poitou-Charentes.
Par son thème, ses décors et pour l'époque choisie, celle de la Belle Époque, il s'apparente à d'autres musées du département comme celui entre autres des Trésors de Lisette à Archingeay, près de Saint-Savinien, ou du Musée des automates à La Rochelle. Tous ces musées sont constitués de collections privées et sont nés avec l'essor du tourisme urbain et du tourisme culturel.

## Historique
Le Musée des Commerces d'autrefois, dénommé le Musée des Métiers de Mercure lors de son ouverture au public en 1990, est implanté dans un ancien entrepôt qui avait été construit en 1900.
Ce grand bâtiment d'une surface totale de 1 000 m2 est réparti sur quatre niveaux en comprenant le sous-sol et est situé dans une rue du secteur sauvegardé de la ville.
Il a été acheté par les actuels propriétaires à la fin des années 1980 afin d'y exposer les nombreux objets acquis patiemment en vue d'en faire un des musées les plus visités de la ville et du département. 
Lors de sa création en 1990, il ne comptait qu'une douzaine de petites boutiques reconstituées de la Belle Époque dans le pur style des années 1900.
Il s'est enrichi progressivement de huit autres échoppes datant de l'Entre-deux-guerres dont un bar rochefortais avec sa devanture de style 1900. Une dernière boutique a été aménagée en 2008 : au sous-sol, un magasin de spiritueux a été reconstitué au côté d'une distillerie de cognac.

## Muséographie
L'évocation des années 1900 se fait particulièrement ressentir dans ce musée où les commerces, boutiques et autres échoppes ont été soigneusement reconstitués.
Ainsi sur trois étages, le musée restitue avec merveille l'ambiance des vingt boutiques du début du XXe siècle où sont exposés des milliers d'articles publicitaires et de décoration qui en font aujourd'hui le musée qui possède la plus riche collection privée de toute la France dans ce domaine.  
Les vingt boutiques et ateliers sont les suivants :
- la distillerie de cognac
- la tonnellerie
- le magasin de spiritueux
- le garage
- le bistrot
- la chapellerie
- la pharmacie
- la teinturerie
- l'épicerie
- la graineterie
- la boutique de torréfaction
- le salon de coiffure
- la boucherie
- la pâtisserie
- le salon du photographe
- la repasseuse
- la cordonnerie
- le bazar
- l'atelier du forgeron
- le kiosque à journaux